# 유나이티드 럭비 챔피언십
유나이티드 럭비 챔피언십(영어: United Rugby Championship)은 2001년 창설된 아일랜드/스코틀랜드/웨일스/이탈리아/남아프리카 공화국의 프로 럭비 유니언 리그이다. 2017년부터 2021년까지는 프로14(영어: Pro14)으로 알려져 있었다.

## 팀 (2010-11)
| Team                   | Stadium (capacity)                                         | City, Area                       |
| ---------------------- | ---------------------------------------------------------- | -------------------------------- |
| 제브레                 | 스타디오 XXV 아프릴레 (5,000)                              | 파르마, 에밀리아로마냐, 이탈리아 |
| 베네통 트레비소        | 스타디오 코무날레 디 모니고 (6,700)                        | 트레비소, 베네토, 이탈리아       |
| 카디프 블루스          | 카디프 시티 스타디움 (26,828)                              | 카디프, 웨일스                   |
| 코나하트               | 골웨이 스포츠그라운드스 (5,500)                            | 골웨이, 아일랜드                 |
| 에딘버러               | 머레이필드 스타디움 (67,130, 마그너스 리그 경기시 12,464 ) | 에딘버러, 스코틀랜드             |
| 글래스고 워리어스      | 퍼힐 스타디움 (10,921)                                     | 글래스고, 스코틀랜드             |
| 렌스터                 | RDS 아레나 (18,500) & 아비바 스타디움 (51,700)             | 더블린, 아일랜드                 |
| 먼스터                 | 토몬드 파크 (26,500) & 머스그레이브 파크 (코크) (8,300)    | 리머릭/코크, 아일랜드            |
| 뉴포트 그웬트 드래곤스 | 로드니 퍼레이드 (11,676)                                   | 뉴포트, 웨일스                   |
| 오스프레이스           | 리버티 스타디움 (20,532)                                   | 스완지, 웨일스                   |
| 스칼레츠               | Parc y Scarlets (14,870)                                   | 흘라네흘리, 웨일스               |
| 얼스터                 | 레이븐힐 스타디움 (12,300)                                 | 벨파스트, 북아일랜드             |

## 리그 운영 방식
- 9월부터 5월까지 홈 앤드 어웨이 방식으로 치러진다
- 상위 4팀이 플레이오프에 진출하여 1위와 4위, 2위와 3위가 단판승부를 벌여 승자가 그랜드 파이널에 진출하여 우승팀을 가린다. (09 ~ 10시즌부터)

## 같이 보기
- 앵글로-웰시컵
- 하이네켄 컵